# Eurypatagus ovalis
Eurypatagus ovalis is een zee-egel uit de familie Eurypatagidae.
De wetenschappelijke naam van de soort werd in 1948 gepubliceerd door Theodor Mortensen.